# Peine de mort dans le Tennessee
Au Tennessee, la pendaison fut une méthode légale d'exécution jusqu'en 1913, puis il n'y eut plus d'exécution durant deux ans. En 1915, la chaise électrique fut introduite et utilisée durant 45 ans. Entre 1960 et 2000, la peine de mort ne fut cependant pas appliquée dans cet État, et n'y fut rétablie qu'en 1974, mais les exécutions n'ont repris qu'en 2000, avec l'injection létale qui est devenue la méthode légale d'exécution à l'issue de cette période. Cependant, les personnes condamnées à mort avant 1998 peuvent demander à être exécutées sur la chaise électrique ; de plus, confronté aux problèmes d'approvisionnement en produits destinés aux injections létales, le gouverneur a promulgué une loi disposant qu'en cas de problèmes d'approvisionnement, l'exécution aurait lieu par électrocution,. 
La Cour suprême de l'État fixe les dates d'exécution. Le gouverneur décide seul de la grâce après avis d'une commission, un seul condamné ayant ainsi été gracié. Les exécutions ont lieu à Nashville à 10 h (17 h heure française). Après 16 mois d'analyses et d'auditions, un comité d'étude sur la peine de mort a suggéré de réformer la peine de mort sans l'abolir. L'une des mesures phares et onéreuses du comité est de créer une autorité indépendante d'examen des condamnations à mort. 
Parmi les deux femmes condamnées à mort, Gaile Owens a été graciée trois jours avant son exécution en juillet 2010 en raison d'une peine jugée « disproportionnée » (elle avait été condamnée en 1986 pour avoir fait tuer son mari qui la battait). La seconde femme est Christa Pike, condamnée en 1996 pour avoir torturé à mort une camarade de dortoirs (Pike avait 18 ans à l'époque des faits) alors qu'elles participaient toutes deux au Peace Corps.

## Exécutions depuis 1974
Les exécutions ont lieu à Nashville, au Riverbend Maximum Security Institution (en).
| Criminel        | Date              | Méthode(s)        | Crime(s)                                                                                      | Gouverneur    |
| --------------- | ----------------- | ----------------- | --------------------------------------------------------------------------------------------- | ------------- |
| Robert Coe      | 19 avril 2000     | Injection létale  | Meurtre en 1979 d'une fillette de huit ans en la poignardant après l'avoir violée.            | Don Sundquist |
| Sedley Alley    | 28 juin 2006      | Injection létale  | Meurtre en 1985 d'une militaire de dix-neuf ans en la battant à mort après l'avoir violée.    | Phil Bredesen |
| Philip Workman  | 9 mai 2007        | Injection létale  | Meurtre en 1982 d'un policier lors du braquage d'un fast-food en lui tirant dessus.           | Phil Bredesen |
| Daryl Holton    | 12 septembre 2007 | Chaise électrique | Meurtre en 1997 de ses quatre enfants âgé de quatre à douze ans en leur tirant dessus.        | Phil Bredesen |
| Steve Henley    | 4 février 2009    | Injection létale  | Meurtre en 1985 d'un couple de retraités en leur tirant dessus, puis en les immolant.         | Phil Bredesen |
| Cecil Johnson   | 2 décembre 2009   | Injection létale  | Meurtre en 1980 de trois personnes dont un enfant de douze ans lors d'un braquage.            | Phil Bredesen |
| William Irick   | 9 août 2018       | Injection létale  | Meurtre en 1985 d'une fillette de sept ans en l'étranglant après l'avoir violée.              | Bill Haslam   |
| Edmund Zagorski | 1er novembre 2018 | Chaise électrique | Meurtre en 1983 de deux hommes en leur tirant dessus dans un bois.                            | Bill Haslam   |
| David Miller    | 6 décembre 2018   | Chaise électrique | Meurtre en 1981 d'une femme handicapée mentale en la battant et la poignardant.               | Bill Haslam   |
| Donnie Johnson  | 16 mai 2019       | Injection létale  | Meurtre en 1984 de sa femme en l'étouffant avec un sac plastique.                             | Bill Lee      |
| Stephen West    | 15 août 2019      | Chaise électrique | Meurtre en 1986 d'une femme et de sa fille de quinze ans après le viol de celle-ci.           | Bill Lee      |
| Lee Hall        | 5 décembre 2019   | Chaise électrique | Meurtre en 1991 de son ex-petite amie en la brûlant vive à l'aide d'essence.                  | Bill Lee      |
| Nicholas Sutton | 20 février 2020   | Chaise électrique | Meurtre en 1985 d'un codétenu alors qu'il purgeait déjà une peine de perpétuité pour meurtre. | Bill Lee      |
| Oscar Smith     | 22 mai 2025       | Injection létale  | Meurtre en 1989 de son ex-femme et des deux fils de cette dernière.                           | Bill Lee      |
| Byron Black     | 5 août 2025       | Injection létale  | Triple meurtre en 1988 de son ex-petite amie et des deux enfants de cette dernière.           | Bill Lee      |

Au 5 août 2025, le couloir de la mort du Tennessee compte 43 condamnés dont une femme. Depuis 1974, trois condamnés ont été graciés dans le Tennessee.